# نخل‌های سوزان (فیلم)
نخل‌های سوزان (به انگلیسی: Burning Palms) فیلمی محصول سال ۲۰۱۰ و به کارگردانی کریستوفر لندون است. در این فیلم بازیگرانی همچون آدریانا بارازا، لیک بل، جیمی چانگ، شانن دوهرتی، رابرت هافمن، رزمند پایک، پیتر مقدسی، دیلان مک‌درموت، انسون مونت، جان پولیتو، زوئی سالدانا، نیک استال، پاز وگا، ویکتور وبستر، دیمیتری دیاتچنکو، کالین کمپ و تام رایت ایفای نقش کرده‌اند.